# Titan (łódź podwodna)
Titan (wcześniej znany jako Cyclops 2) – łódź podwodna o wymiarach 670 × 280 cm x 250 cm stworzona i obsługiwana przez amerykańską firmę zajmującą się turystyką podwodną OceanGate. Ważyła 10,5 tony i jej maksymalny udźwig wynosił 685 kg. Poruszała się z maksymalną prędkością 3 węzłów (5,6 km/h), używając czterech silników – dwóch pionowych i dwóch poziomych. Zapewniała zapas powietrza na 96 godzin. Była to pierwsza prywatna łódź podwodna, której maksymalne zanurzenie wynosiło 4000 m (13 123,36 ft) i pierwszą ukończoną załogową łodzią podwodną z kadłubem wykonanym z kompozytów tytanu i włókna węglowego.

Wymiary łodzi podwodnej

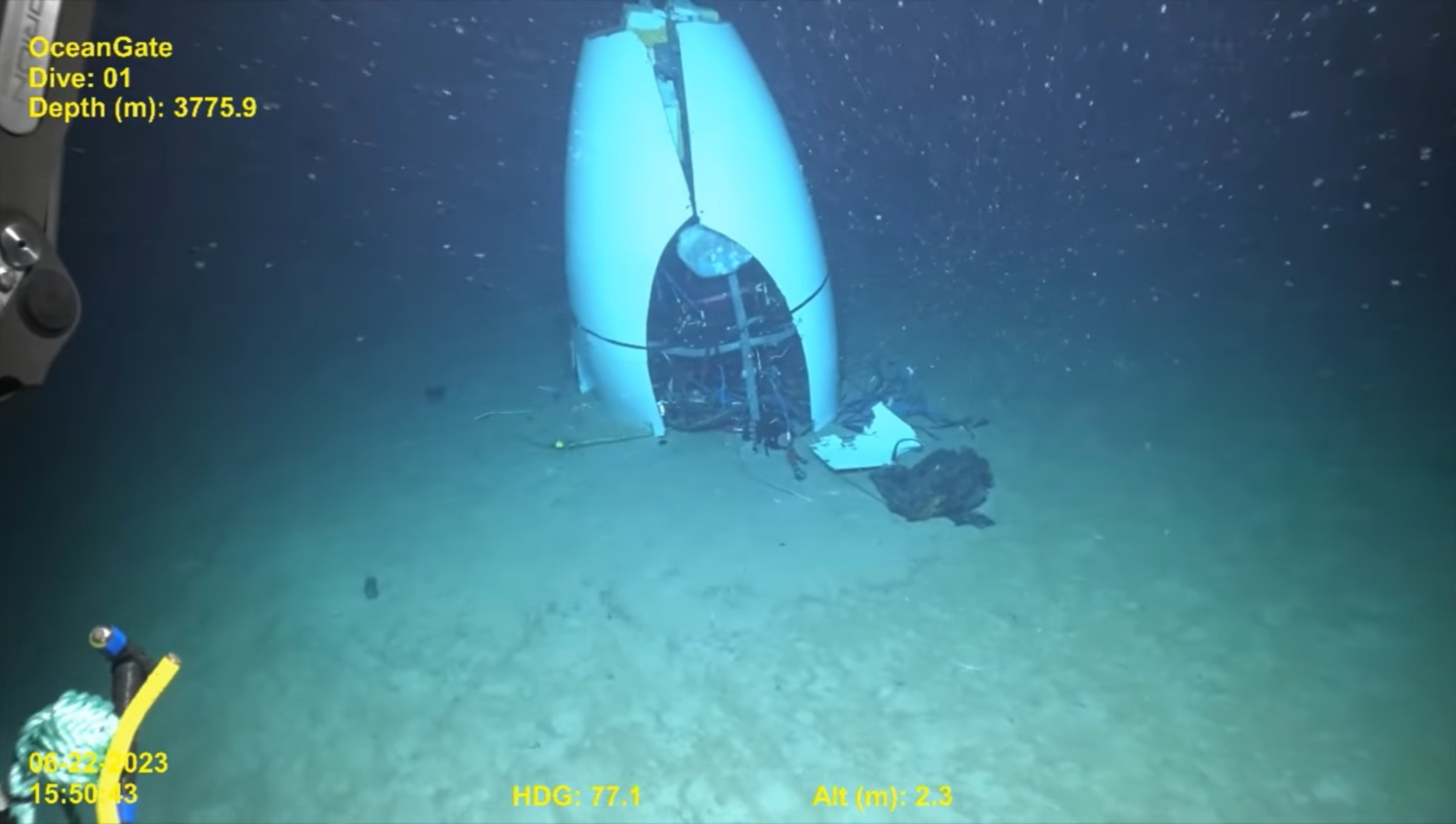
Cześć rufowa wraku łodzi podwodnej znaleziony na dnie.

Po przeprowadzeniu testów z nurkowaniami na maksymalną zaplanowaną głębokość w latach 2018 i 2019 oryginalny kompozytowy kadłub Titana uległ uszkodzeniu zmęczeniowemu i został wymieniony w 2021 r. W tym samym roku firma OceanGate rozpoczęła transport klientów do wraku Titanica, wykonując kilka nurkowań (ekspedycji) do wraku w latach 2021 i 2022. Podczas pierwszej ekspedycji okrętu podwodnego w 2023 roku (ekspedycja 5), wszystkich pięciu członków załogi zginęło, gdy statek implodował. OceanGate stracił kontakt z Titanem 18 czerwca i skontaktował się z władzami jeszcze tego samego dnia, gdy statek podwodny spóźniał się z powrotem. Rozpoczęła się wielka międzynarodowa operacja poszukiwawczo-ratunkowa, która zakończyła się 22 czerwca, kiedy w odległości około 500 m od dziobu Titanica odkryto szczątki Titana.